# Zündapp KS 750
De Zündapp KS 750 was een Wehrmachtsgespann dat door de Duitse Wehrmacht werd ingezet tijdens de Tweede Wereldoorlog.

## Voorgeschiedenis
Al in de aanloopjaren naar de Tweede Wereldoorlog besefte de Wehrmacht dat er behoefte was aan een licht, terreinvaardig voertuig dat zowel voor verkenningsopdrachten als het snelle vervoer van personen gebruikt kon worden. Motorfietsen, met name zijspancombinaties en tricycles, hadden hun nut al tijdens de Eerste Wereldoorlog bewezen, maar toen waren er nog weinig terreinvaardige militaire voertuigen gebouwd. Dit waren dan ook vrijwel uitsluitend omgebouwde civiele voertuigen geweest, die zelfs als mitrailleurdrager waren ingezet. Overal ter wereld werden nieuwe driewielers ontwikkeld, hetzij als zijspancombinatie, hetzij als driewieler. Deze werden zelfs aangepast om luchtdoelgeschut en mortieren te dragen. In de jaren dertig werden ook in Duitsland proeven genomen met licht verbouwde, civiele zijspancombinaties, gebaseerd op de BMW R12, de BMW R71, de Zündapp KS 600 en de zware viercilinder Zündapp K 800. Uiteindelijk gaf de Wehrmacht zowel BMW als Zündapp de opdracht een militaire zijspancombinatie te ontwikkelen, waaraan een aantal eisen werden gesteld:
- 500 kg belading, overeenkomstig met drie soldaten met hun wapens, munitie en bepakking
- een kruissnelheid van 80 km/h en een topsnelheid van 95 km/h, een minimumsnelheid van 4 km/h om met marcherende troepen mee te kunnen rijden
- 4,5 × 16 inch banden (daarmee waren ze uitwisselbaar met die van de KdF-Wagen en de Volkswagen Kübelwagen)
- 150 mm bodemvrijheid en ruimte in de spatborden voor het aanbrengen van sneeuwkettingen

## Ontwikkeling

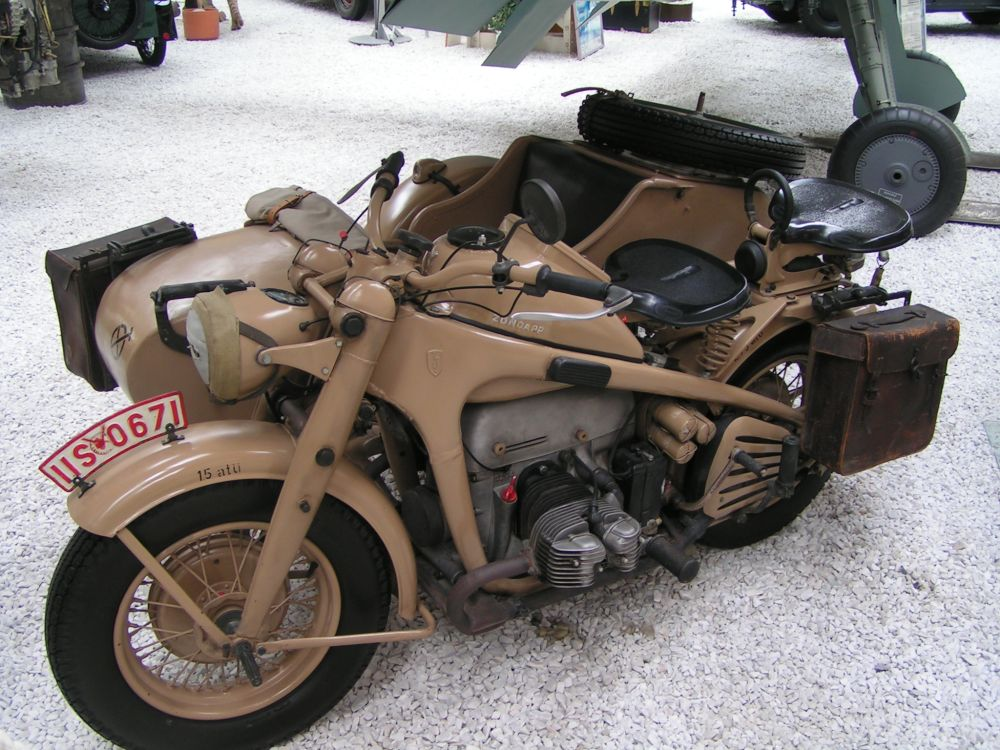

BMW had al vanaf 1921 ervaring met zware boxermotoren en produceerde al sinds 1925 kopkleppers. Zündapp had pas in 1933 haar eerste, door Richard Küchen samen met zijn broer Xaver ontwikkelde boxermotoren uitgebracht. Na een hooglopende ruzie met productieleider Erich Zipperich was Richard Küchen in 1934 naar DKW vertrokken. Ernst Schmidt had de boxers doorontwikkeld tot kopkleppers. De succesvolle KS 600 was van zijn hand. Küchen had al tijdens de Eerste Wereldoorlog laten blijken niets op te hebben met de "Wehrdienst", maar hij werd als een soort van vervangende dienstplicht teruggeplaatst bij Zündapp om aan het nieuwe Wehrmachtsgespann te werken.
Aanvankelijk werd bekeken of de 600 cc Zündapp KS 600 kon dienen als basis voor het Wehrmachtsgespann. Vrijwel de hele machine zou echter verstevigd moeten worden, waardoor men sneller een geheel nieuwe motorfiets kon ontwikkelen. Al in 1939 werden de eerste twee prototypen aan het Oberkommando des Heeres ter beschikking gesteld voor proefnemingen. Dit waren 700cc-modellen, waarbij de cilinders elk 5° hoger stonden om voldoende bodemvrijheid te verkrijgen. De uiteindelijke versie zou een cilinderinhoud van 751 cc krijgen.
Al snel bleek dat de KS 750 veel beter was dan de BMW R 75. BMW kreeg de opdracht de KS 750 in licentie te gaan bouwen, maar weigerde. Daarop kreeg BMW de opdracht de door Küchen ontworpen zijspanwielaandrijving, het hydraulische remsysteem en de wielen over te nemen. Bovendien kwamen BMW en Zündapp overeen zo veel mogelijk onderdelen uitwisselbaar te maken, zodat de onderdelenvoorziening eenvoudiger zou worden. In 1940 leverde Zündapp zeven testexemplaren af, en het Oberkommando verklaarde in april van dat jaar dat de machine ingezet kon worden. In het voorjaar van 1941 begon de productie van de KS 750. De machine werd geleverd aan het Heer, de Luftwaffe en het Afrikakorps. De productie liep zelfs na de oorlog door tot in 1948. Neurenberg lag na juli 1945 in de Amerikaanse bezettingszone. Na de oorlog werden nog een kleine 350 exemplaren geproduceerd. Ook de BMW fabriek in Eisenach, die in de Sovjet-bezettingszone lag, nam nog na de oorlog proeven met modellen op basis van de R 75/KS 750. Deze werden in een kleine oplage geproduceerd door AWO in Suhl. Deze AWO Type 275/3 was ontwikkeld op basis van de BMW, maar men was overtuigd van het voordeel van de hoger liggende cilinders van de Zündapp. Daarom kreeg de AWO 700 een 166° boxermotor. Bij AWO werden zeven prototypes en tien productiemodellen gebouwd. Tot productie in de Verenigde Staten, de Sovjet-Unie of China is het nooit gekomen.

## Motor

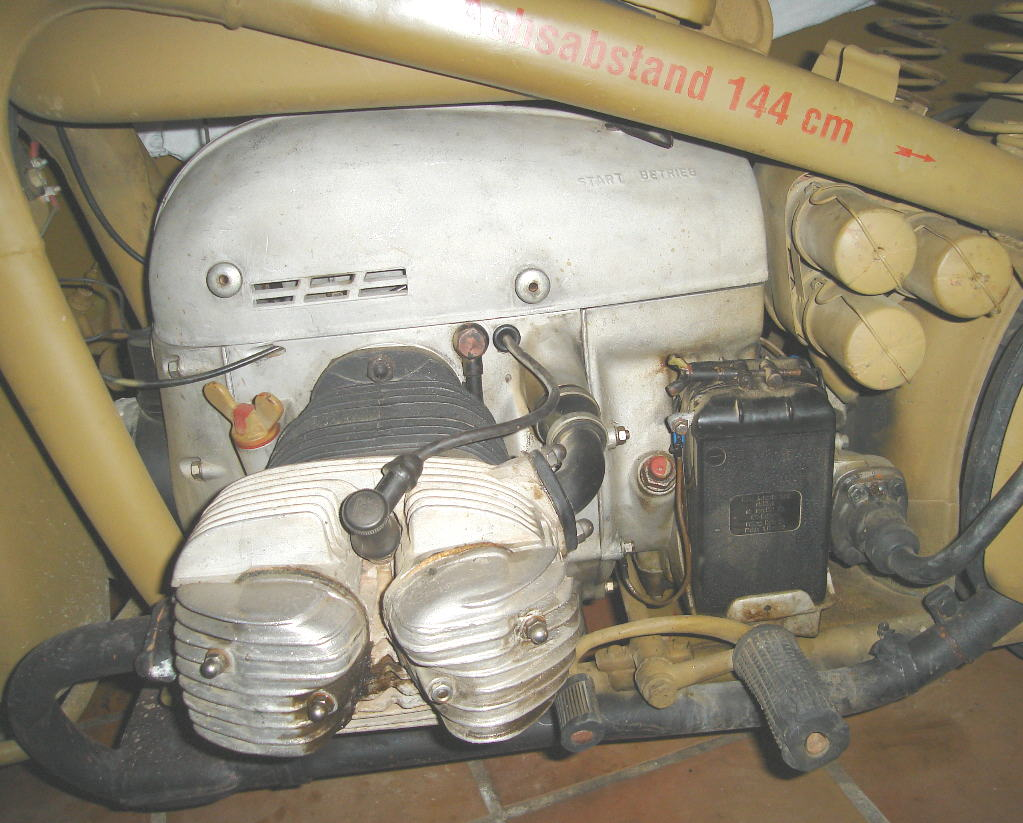

De motor was een op 751 cc gebrachte tweecilinder kopklep boxermotor met twee kleppen per cilinder. De cilinders waren ter verhoging van de bodemvrijheid iets opgetild, waardoor het een 170° motor was. Waarschijnlijk was er een gewone 180° krukas toegepast, waardoor de motor onmerkbaar iets onregelmatig liep. De cilinderkoppen waren van aluminium, en waren samen met de kleppendeksels ruim voorzien van koelribben, om ook voldoende rijwindkoeling te krijgen bij zeer lage (mars) snelheden. Alle lagers waren rollende lagers. De nokkenasaandrijving en de aandrijving van de oliepomp geschiedden met tandwielen vanaf de krukas. Er was slechts één carburateur toegepast, een Solex BFR30 autocarburateur, die voor de KS 750 werd aangepast zodat de motor bleef lopen onder een grote hellingshoek 'wel tot 45 graden'. Accu ontsteking werd bewust weggelaten, om problemen met de accu te voorkomen. Daarom werd magneetontsteking toegepast. Toch was er een loodaccu aan boord: deze was achter de linker cilinder geplaatst. Hoewel de cilinderkoppen identiek waren aan die van de KS 600, waren ze niet uitwisselbaar omdat het 5° hoekverschil van de cilinders andere boorgaten vereiste.

## Aandrijving
De koppeling was een droge, tweeschijfs platenkoppeling. De versnellingsbak had vier versnellingen vooruit en één achteruit. Als de lage gearing was ingeschakeld, waren de hoogste drie versnellingen geblokkeerd. Door het hoge motorkoppel kon de machine op de verharde weg in de tweede versnelling wegrijden. In het terrein was de eerste versnelling voldoende. Alleen in zware terreinomstandigheden was de lage gearing nodig. Maar deze werd ook als "kruipversnelling" gebruikt, om marcherende troepen te kunnen begeleiden. De versnellingen werden met de voet geschakeld, maar dat kon ook met de hand gebeuren. Als met de voet geschakeld werd, bewoog de handversnelling mee, en werkte op die manier als versnellingsindicator. De achteruit en de hoge- en lage gearing werden uitsluitend met de hand geschakeld. Alle vertandingen waren recht, waardoor de versnellingsbak een enigszins gierend geluid veroorzaakte (vergelijkbaar met een moderne auto die achteruit rijdt). Het differentieel was een verdeeldifferentieel: 70% van de aandrijving ging naar het achterwiel en 30% naar het zijspanwiel. Daardoor trok de combinatie niet scheef bij het accelereren, zoals de meeste zijspancombinaties wel doen. Op de achteras zat een differentieelsperinrichting. Er was geen voorloop toegepast: om de aandrijflijn te vereenvoudigen zat het zijspanwiel naast het achterwiel.

## Remsysteem
Op het achter- en het zijspanwiel werd voor het eerst een hydraulisch remsysteem toegepast. Ook dit werkte asymmetrisch: het zijspanwiel had een wielremcilinder van 19 mm, het achterwiel een van 22 mm. Een snelkoppeling sloot het systeem af wanneer het zijspan werd afgekoppeld. De voorrem werkte mechanisch en werd door een bowdenkabel bediend. De trommelremmen van 250 mm waren identiek, omdat de wielen uitwisselbaar waren en er ook een reservewiel aan boord was

## Rijwielgedeelte
Het frame van de KS 750 was geheel nieuw ontworpen en het eerste buisframe dat Zündapp voor de zware machines toepaste. Om het sterker te maken was het opgetrokken uit 5 mm dikke ovale buizen. De voorvork was een ingekapselde parallellogramvork, die beter geschikt was voor het gebruik van een zijspan. Dat bleek ook uit de testen en dit was een van de redenen dat de KS 750 beter voldeed dan de BMW R 75.

## Zijspannen

### BW 40
Zündapp bouwde aanvankelijk zijn eigen BW 40-zijspan aan de machine. Dit maakte de combinatie 25 mm smaller dan het latere BW 43-zijspan. De BW 40 had een buisframe met torsievering op de zijspanbak. Het zijspanwiel was niet afgeveerd. De letters "BW" stonden voor "Beiwagen", het getal "40" voor het eerste productiejaar: 1940.

### BW 43
Vanaf 1943 werd besloten slechts één zijspan te gebruiken voor zowel de BMW R 75 als de Zündapp KS 750. Dit werd het eenvoudiger te produceren zijspan van BMW, de Seitenwagen 286/1. Bij Zündapp ging het BW 43 heten. Dit zijspan had een rechthoekig buisframe met een swingarm wielophanging. In het achterste framedeel bevond zich de aandrijfas van het zijspan evenals de torsieveer voor het zijspanwiel. De zijspanbak was op zichzelf aan de achterkant door twee bladveren afgeveerd, aan de voorkant in rubber gelagerd. Door de verschillende aandrijf- en veertechnieken waren de zijspannen niet uitwisselbaar.

## Tank
De KS 750 had net als de BMW R 75 een 24 liter tank. Bij de BMW zat boven op de tank het luchtfilterhuis, waardoor de doorwaaddiepte aanmerkelijk groter was. De Zündapp had boven op de tank een kastje waarin papieren, de gebruiksaanwijzing en de reservedelenlijst opgeborgen waren.

## Productieaantallen
| jaar | aantal | framenummers                   |
| ---- | ------ | ------------------------------ |
| 1939 | 2      | prototypen                     |
| 1940 | 7      | 600 000–600 006 testexemplaren |
| 1941 | 288    | 600 007–600 295                |
| 1942 | 7.228  | 600 296–607 523                |
| 1943 | 7.131  | 607 524–614 654                |
| 1944 | 3.515  | 614 655–618 169                |
| 1945 | 115    | 618 170–618 284                |
| 1946 | 205    | 620 001–                       |
| 1947 | 76     |                                |
| 1948 | 68     | 620 349–                       |